# 天命通宝

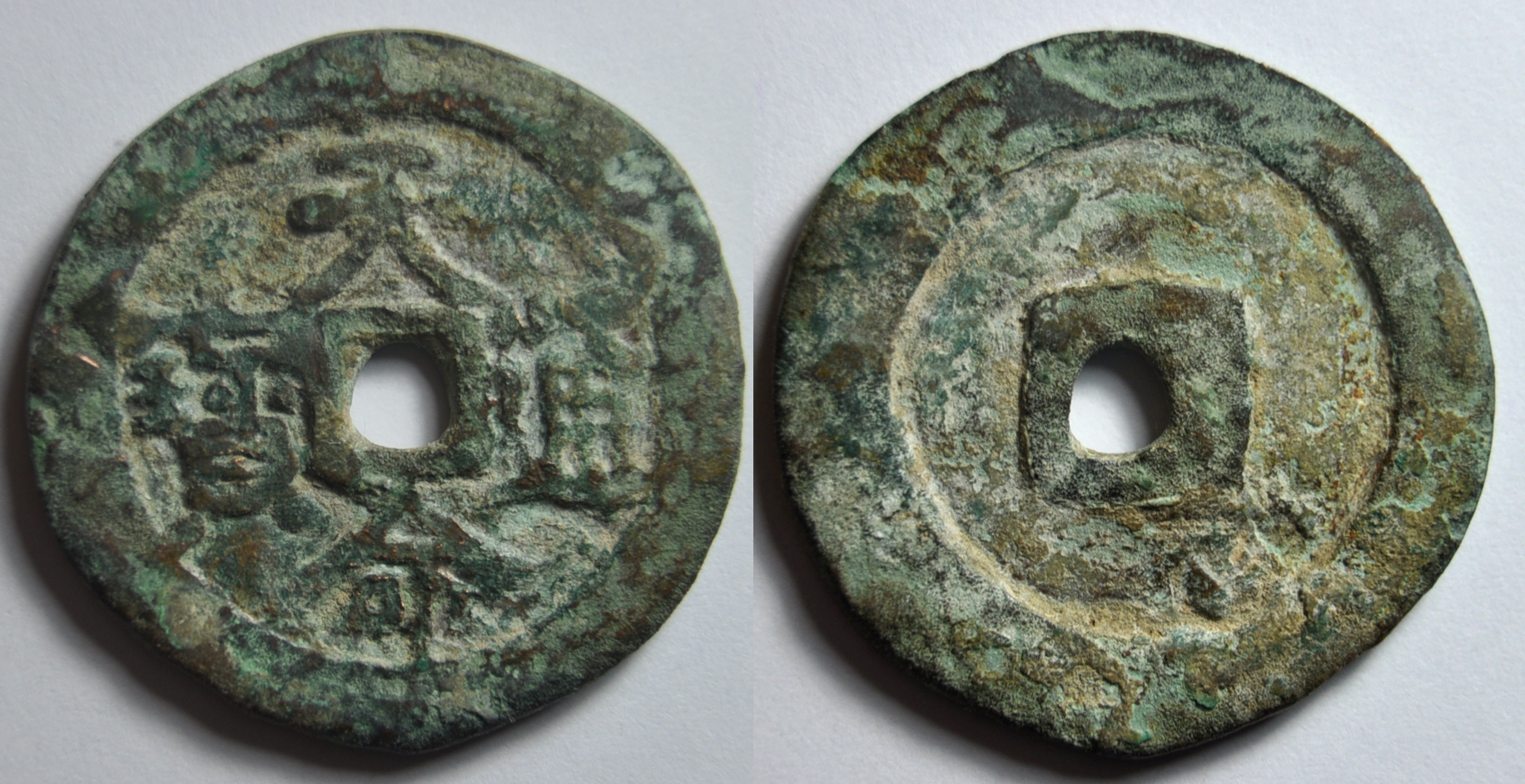
汉文天命通宝

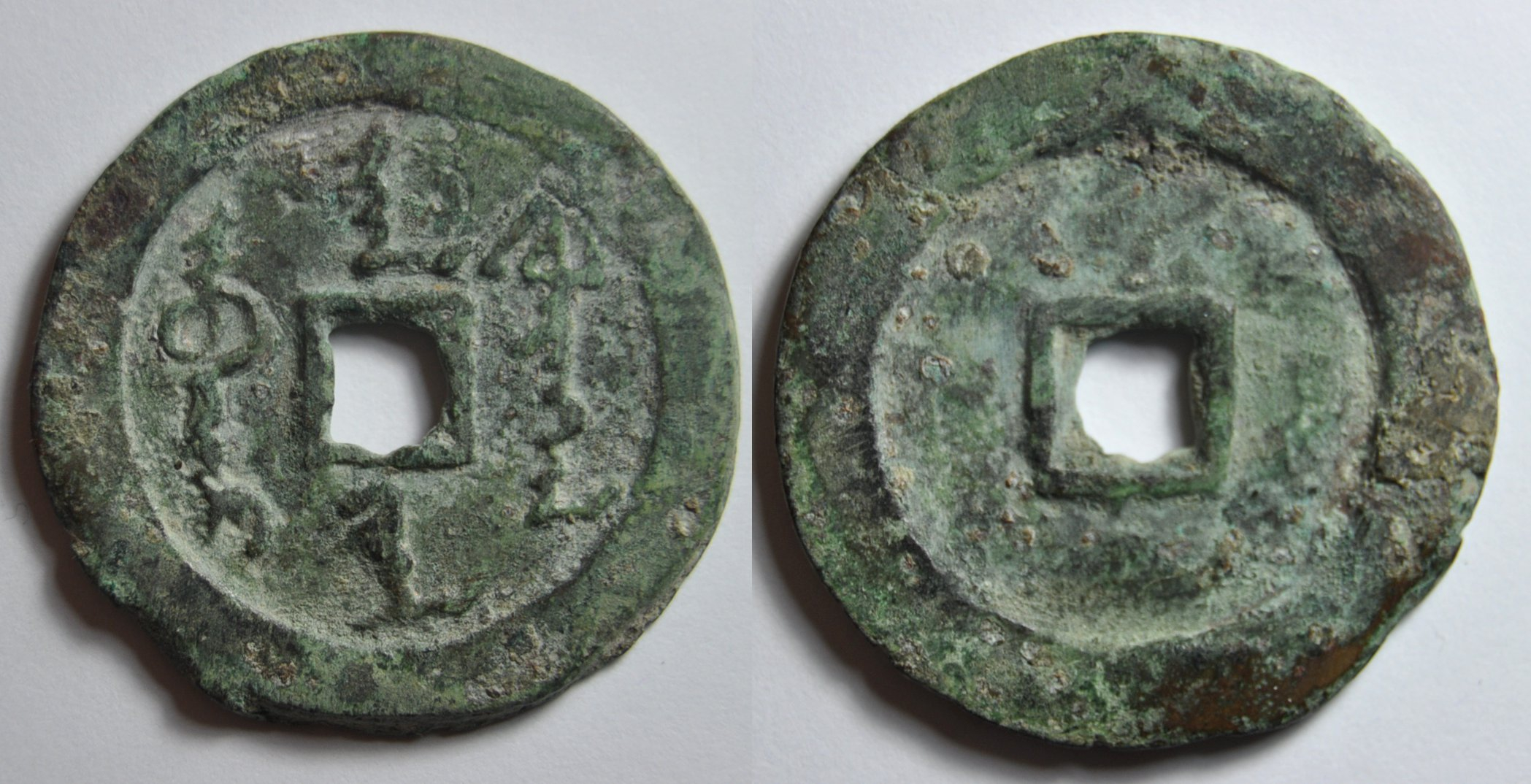
满文天命通宝

天命通宝（无圈点满文：ᠠᠪᡴᠠᡳ
 ᡶ᠋ᠣᠯᡳ᠍ᡢᡴᠠ
ᡴᠠᠨ
ᠵᡳᡴᠠ，有圈点满文: ᠠᠪᡴᠠᡳ
ᡶ᠋ᡠᠯᡳ᠍ᡢᡤᠠ
ᡥᠠᠨ
ᠵᡳᡥᠠ, abkai fulingga han jiha）为后金君主努尔哈赤在位时发行的货币，是以努尔哈赤的年号“天命”命名的年号钱，始铸于天命元年（公元1616年），分满文与汉文两种，满文的钱质较汉文的大。钱文为满文的又有“天命汗钱”等称呼，相应的，天命通宝则仅指钱文为汉文的。天命汗钱的钱文为老满文。

## 历史背景
明朝万历四十四年（1616年），建州左卫都指挥使，建州女真首领努尔哈赤在赫图阿拉称汗，建国“大金”，建元天命。建国后，后金开始铸行钱币，天命年间所铸钱币分满文和汉文两种。由于当时后金所在的关外商品经济活动不发达，满人多不用钱，结果所发行的天命钱最后多被用作了装饰品。

## 形制钱文

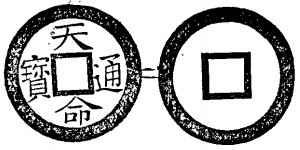
天命通宝图样，出自《远东古钱币》

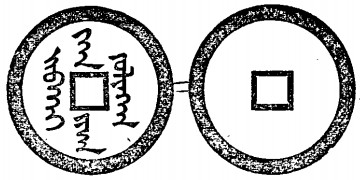
天命汗钱图样，出自《远东古钱币》

无论满文钱还是汉文钱，天命钱都是中国传统的圆形方孔钱。满文钱的面文为老满文，文字顺序为左右上下，可译作“天命汗钱”：穿左满文“ᠠᠪᡴᠠᡳ”读若“阿卜喀衣”，穿右“ᡶ᠋ᠣᠯᡳ᠍ᡢᡴᠠ”读若“福凌阿”（fulingga），左右释为“天命”，即努尔哈赤的年号；穿上“ᡴᠠᠨ”读如“哈恩”（han），释为“汗”；穿下“ᠵᡳᡴᠠ”读若“吉哈”，释为“钱”。满文钱铜色赤暗，铸工较劣，形制仿制明代小平钱铸造。汉文钱面文为“天命通宝”，与满文钱同时铸行，钱文为直读，钱背无文，钱文的书法较差。